# La donna del gangster
La donna del gangster (The Strip) è un film del 1951 diretto da László Kardos.
È un film noir statunitense a sfondo musicale con Mickey Rooney, Sally Forrest e William Demarest.

## Produzione
Il film, diretto da László Kardos su una sceneggiatura di Allen Rivkin, fu prodotto da Joe Pasternak per la Metro-Goldwyn-Mayer e girato nei Metro-Goldwyn-Mayer Studios a Culver City e nell'area di Sunset Strip a Los Angeles, in California, da inizio gennaio a metà febbraio 1951.

## Colonna sonora
- A Kiss to Build a Dream On - musica di Harry Ruby, parole di Bert Kalmar e Oscar Hammerstein II, eseguita da Louis Armstrong
- Shadrack - scritta da Robert MacGimsey
- La Bota - scritta da Charles Wolcott e Haven Gillespie (as Haven Gillespie II)
- Basin Street Blues - scritta da Spencer Williams
- Don't Blame Me - musica di Jimmy McHugh, parole di Dorothy Fields
- Hines' Retreat - scritta da Earl 'Fatha' Hines
- Fatha's Time - scritta da Earl 'Fatha' Hines
- J.T. Jive - scritta da Louis Armstrong
- Ole Miss Blues - scritta da W.C. Handy
- That's-A-Plenty - scritta da Lew Pollack

## Distribuzione
Il film fu distribuito con il titolo The Strip negli Stati Uniti nell'agosto del 1951 al cinema dalla Metro-Goldwyn-Mayer.
Altre distribuzioni:
- in Svezia il 13 febbraio 1952 (Jazzen går vidare)
- in Finlandia l'11 maggio 1956 (Jäljet johtavat yökerhoon)
- in Brasile (Amei e Errei)
- in Italia (La donna del gangster)
- in Germania Ovest (Tödliches Pflaster Sunset Strip)